# Немецкий федеральный банк
Немецкий федеральный банк (нем. Deutsche Bundesbank, также используется название Бундесбанк или Дойче Бундесбанк) — центральный банк Германии.

## Функции
В соответствии с Законом ФРГ о банковской деятельности и другими специальными законами на Бундесбанк возложены функции по регулированию денежного обращения и кредита:
- Установление процентных и дисконтных ставок по своим операциям.
- Разработка политики своих операций на кредитном и открытом рынках.
- Установление резервных требований к кредитным институтам, которые обязаны держать минимальные резервы на жиросчетах в банке в определенном размере, определяемом банком.
- Оказания услуг в качестве финансового агента федерального правительства и правительств земель. Банк может предоставлять им льготные наличные ссуды в пределах лимитов, указанных в законе, а эти государственные органы должны держать свои ликвидные средства на жиросчете в Бундесбанке.

Немецкий Федеральный банк и Федеральное управление финансового надзора Германии вместе являются органами финансового регулирования Германии.
Штаб-квартира Бундесбанка находится во Франкфурте-на-Майне.
В декабре 2016 года Бундесбанк заявил об ускорении процедуры возврата немецкого золота из-за рубежа во Франкфурт-на-Майне.
По итогам 2024 года Бундесбанк (Федеральный банк Германии) зафиксировал рекордные убытки на сумму €19,2 млрд, впервые с 1979 года.

## Руководство
Руководство Германским федеральным банком осуществляет правление (Vorstand), состоящее из президента (Präsident), вице-президента (Vizepräsident) и 4 членов правления (Mitgliedern des Vorstands), президент, вице-президент и один из членов назначаются федеральным правительством, а три других члена — федеральным советом по согласованию с федеральным правительством.

### Список президентов
- 1977—1979 Отмар Эммингер
- 1993—1999 Ганс Титмайер
- 1999—2004 Эрнст Вельтке[англ.]
- 2004—2011 Аксель Вебер
- 2011—2021 Йенс Вайдман
- 2022—н. в. Йоахим Нагель[англ.]

## Территориальные подразделения
Главные управления и филиалы банка:
- Главное управление в Баден-Вюртемберге (Hauptverwaltung in Baden-Württemberg)
  - Филиал в Фрайбурге (Filiale Freiburg)
  - Филиал в Карлсруэ (Filiale Karlsruhe)
  - Филиал в Ройтлингене (Filiale Reutlingen)
  - Филиал в Штутгарте (Filiale Stuttgart)
  - Филиал в Ульме (Filiale Ulm)
  - Филиал в Филлинген-Швеннингене (Filiale Villingen-Schwenningen)
- Главное управление в Баварии (Hauptverwaltung in Bayern)
  - Филиал в Аугсбурге (Filiale Augsburg)
  - Филиал в Мюнхене (Filiale München)
  - Филиал в Нюрнберге (Filiale Nürnberg)
  - Филиал в Регенсбурге (Filiale Regensburg)
  - Филиал в Вюрцбурге (Filiale Würzburg)
- Главное управление в Берлине и Бранденбурге (Hauptverwaltung in Berlin und Brandenburg)
  - Филиал в Берлине (Filiale Berlin)
- Главное управление в Бремене, Нижней Саксонии и Саксонии-Анхальте (Hauptverwaltung in Bremen, Niedersachsen und Sachsen-Anhalt)
  - Филиал в Гёттингене (Filiale Göttingen)
  - Филиал в Ганновере (Filiale Hannover)
  - Филиал в Магдебурге (Filiale Magdeburg)
  - Филиал в Ольденбурге (Filiale Oldenburg)
  - Филиал в Оснабрюке (Filiale Osnabrück);
- Главное управление в Гамбурге, Мекленбурге-Передней Померании и Шлезвиг-Гольштейне (Hauptverwaltung in Hamburg, Mecklenburg-Vorpommern und Schleswig-Holstein)
  - Филиал в Гамбурге (Filiale Hamburg)
  - Филиал в Нойбранденбурге (Filiale Neubrandenburg)
  - Филиал в Ростоке (Filiale Rostock);
- Главное управление в Гессене (Hauptverwaltung in Hessen)
  - Филиал в Франкфурте-на-Майне (Filiale Frankfurt am Main);
- Главное управление в Северном Рейне-Вестфалии (Hauptverwaltung in Nordrhein-Westfalen)
  - Филиал в Билефельде (Filiale Bielefeld)
  - Филиал в Бохуме (Filiale Bochum)
  - Филиал в Дортмунде (Filiale Dortmund)
  - Филиал в Дюссельдорфе (Filiale Düsseldorf)
  - Филиал в Эссене (Filiale Essen)
  - Филиал в Хагене (Filiale Hagen)
  - Филиал в Кёльне (Filiale Köln);
- Главное управление в Рейнланд-Пфальце и Сааре (Hauptverwaltung in Rheinland-Pfalz und dem Saarland)
  - Филиал в Кобленце (Filiale Koblenz)
  - Филиал в Людвигсхафене (Filiale Ludwigshafen)
  - Филиал в Майнце (Filiale Mainz)
  - Филиал в Саарбрюкене (Filiale Saarbrücken);
- Главное управление в Саксонии и Тюрингии (Hauptverwaltung in Sachsen und Thüringen)
  - Филиал в Хемнице (Filiale Chemnitz)
  - Филиал в Эрфурте (Filiale Erfurt)
  - Филиал в Лейпциге (Filiale Leipzig)[5].

## История
- 1875—1945 — центральным эмиссионным банком Германии являлся Рейхсбанк.
- 1946—1948 — в Западной Германии на базе филиалов Рейхсбанка в пределах каждой из 11 земель был создан центральный банк.
- 1948—1957 — систему эмиссионных банков возглавил Банк немецких земель, осуществлявший операции через центральные банки земель.
- 1957—1990 — путём слияния Банка немецких земель с центральными банками земель создан Немецкий федеральный банк.
- 1990—1993 — после крушения Берлинской стены и объединения ФРГ и ГДР немецкая марка стала единственным средством платежа объединённой Германии.
- 1993—2001 — в соответствии с условиями Маастрихтского договора было принято решение о введении евро в качестве общеевропейской валюты и создании Европейской системы центральных банков (ЕСЦБ)
- 2001 — н.в. — функции по эмиссии евро переданы Европейскому центральному банку (ЕЦБ)